# Julia Benito
Julia Benito Zarca (15 de junio de 1950) es una deportista española que compitió en tiro con arco, en la modalidad de arco compuesto. Ganó dos medallas de bronce en el Campeonato Europeo de Tiro con Arco en Sala, en los años 2006 y 2011, ambas en la prueba de equipo.

## Palmarés internacional
| Campeonato Europeo en Sala | Campeonato Europeo en Sala | Campeonato Europeo en Sala | Campeonato Europeo en Sala |
| Año                        | Lugar                      | Medalla                    | Prueba                     |
| -------------------------- | -------------------------- | -------------------------- | -------------------------- |
| 2006                       | Jaén (España)              | Medalla de bronce          | Equipo                     |
| 2011                       | Cambrils (España)          | Medalla de bronce          | Equipo                     |